# 義式乳酪塔
義式乳酪塔（Pasticciotto，義大利語發音：[pastitˈtʃɔtto]，複數 ）是一種有餡料的義大利點心。在不同的地區， 傳統上會有里考塔起司或奶黃的餡料。 在一些意大利裔美國人社區，義式乳酪塔又被稱為pusties。義式乳酪塔約為 1英寸（2.5） 厚。通常被當作早餐，但也可以在其他時間食用。在普利亞是一個傳統的點心。義式乳酪塔應該要在溫的時候吃。

## 組成

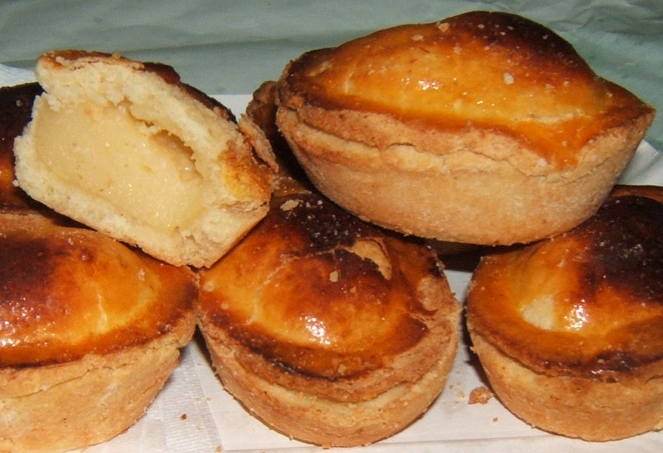
卡士達內餡的義式乳酪塔

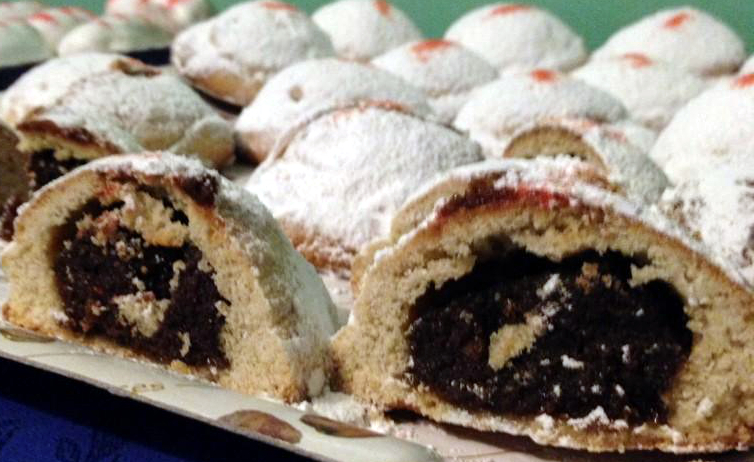
肉醬乳酪塔

### 餅皮
用來做義式乳酪塔的餅皮的麵團，最初會使用豬油來作為酥油，但現代的食譜中會以奶油來代替。在烘烤之前，通常會將蛋液刷在糕點的頂端。

### 餡料
義式乳酪塔的餡料有傳統的檸檬卡士達、里考塔起司， 以及杏仁、巧克力、開心果、香草卡士達、薔杜雅巧克力醬或榛果巧克力醬。帕蒂西西里小鎮以絞碎的小牛肉和杏仁作為餡料，並撒上糖，稱作「肉醬乳酪塔」（Pasticciotti di carne），是比較不常見的作法，類似於摩洛哥的巴斯蒂拉餡派。普利亞萊切省將卡士達餡料的義式乳酪塔稱為他們的典型蛋糕，里考塔餡料在西西里島相當常見，而在那不勒斯地區，卡士達餡料同樣也很常見，但還會加上櫻桃。卡士達和里考塔餡料的義式乳酪塔在美國都可以找到。

## 歷史
義式乳酪塔的發明者是Andrea Ascalone，他是萊切省加拉蒂納小鎮上的廚師。1745年，他用德式蛋糕剩下的材料製作了小型的蛋糕，據稱，義式乳酪塔的義大利文名稱pasticciotto是來自於Andrea認為他自己的作品是一個意外，而意外和派在義大利文都叫做pasticcio。然而，近期的研究指出，Ascalone的家人在1787年之前並不在加拉蒂納。

## 獲得
在普利亞南部，麵包店、酒吧、咖啡廳和餐廳都會販售義式乳酪塔。在美國，除了其他義大利糕點，像是奶油甜餡煎餅捲和義式千層酥，它們通常也可以在意大利裔美國人開的麵包店中見到。